# Ханка, Ангела
А́нгела Ха́нка (нем. Angela Hanka) — фигуристка из Австрии, серебряный призёр чемпионата мира 1914 года в женском одиночном катании. Ангела стала второй среди девяти участниц, уступив только венгерке Опике фон Мерай-Хорват, ставшей на этом турнире чемпионкой в третий раз подряд.

## Спортивные достижения
| Соревнование    | 1914 |
| --------------- | ---- |
| Чемпионаты мира | 2    |